# Joruma brevidens
Joruma brevidens är en insektsart som först beskrevs av Delong 1923.  Joruma brevidens ingår i släktet Joruma och familjen dvärgstritar.
Artens utbredningsområde är Puerto Rico. Inga underarter finns listade i Catalogue of Life.